# Parkinsons lag
Parkinsons lag är ett tänkespråk som kan formuleras på följande sätt:
"En arbetsuppgift kommer att utvidga sig så att den fyller den tid som är tillgänglig för att utföra den."
Lagen är uppkallad efter C. Northcote Parkinson (1909–1993) i boken Parkinson's Law and other Studies in Administration som gavs ut år 1957. Boken utgavs i svensk översättning, Parkinsons lag, av Åke Runnquist samma år.
Temat om byråkratins ohejdade växande ska Parkinson ha illustrerat redan på 1930-talet. Han lyckades då förutspå att den brittiska flottan skulle komma att få fler amiraler än man hade fartyg.

## Om boken
Parkinsons bok har ett humoristiskt upplägg med smått satiriska beskrivningar av ineffektiva drag hos administrationen inom förvaltningar och företag. Författaren demonstrerar konsekvensen av sin lag och visar hur statliga institutioner ständigt ökar personalstyrkan, oberoende av vilket arbetsresultat som åstadkoms. Om sina fynd säger han: "Det är inte botanikerns uppgift att utrota ogräs. Det är nog för honom om han kan säga hur fort det växer."

### Andra lagen
Parkinson återkom 1960 med en ny bok: The Law and the profits, eller Lagen och profiterna i svensk översättning av Nils Holmberg. Där presenterar han sin "andra lag" som säger att "Utgifterna stiger för att motsvara inkomsterna". Han illustrerar sina teser med exempel på det allmännas ökande aptit på mer och mer skatteinkomster. 

### Tredje lagen
Ytterligare en bok kom 1963: Parkinsons tredje lag och annat mer eller mindre lagligt. Baksidestexten meddelar att boken är helt ägnad åt det administrativa monstrum som det moderna storföretaget utgör.